# Chenay (Marne)
Chenay és un municipi francès, situat al departament del Marne i a la regió del Gran Est. L'any 2007 tenia 287 habitants.

## Demografia

### Població
El 2007 la població de fet de Chenay era de 287 persones. Hi havia 112 famílies, de les quals 24 eren unipersonals (12 homes vivint sols i 12 dones vivint soles), 44 parelles sense fills, 36 parelles amb fills i 8 famílies monoparentals amb fills.
La població ha evolucionat segons el següent gràfic:
Habitants censats

### Habitatges
El 2007 hi havia 122 habitatges, 110 eren l'habitatge principal de la família, 6 eren segones residències i 6 estaven desocupats. 121 eren cases i 1 era un apartament. Dels 110 habitatges principals, 96 estaven ocupats pels seus propietaris, 6 estaven llogats i ocupats pels llogaters i 8 estaven cedits a títol gratuït; 1 tenia dues cambres, 4 en tenien tres, 19 en tenien quatre i 86 en tenien cinc o més. 80 habitatges disposaven pel capbaix d'una plaça de pàrquing. A 37 habitatges hi havia un automòbil i a 62 n'hi havia dos o més.

### Piràmide de població
La piràmide de població per edats i sexe el 2009 era:
| Homes | Edats   | Dones |
| ----- | ------- | ----- |
| 0     | 95 o +  | 0     |
| 0     | 90 a 94 | 0     |
| 0     | 85 a 89 | 4     |
| 4     | 80 a 84 | 0     |
| 0     | 75 a 79 | 0     |
| 0     | 70 a 74 | 8     |
| 12    | 65 a 69 | 8     |
| 8     | 60 a 64 | 8     |
| 4     | 55 a 59 | 4     |
| 12    | 50 a 54 | 12    |
| 24    | 45 a 49 | 8     |
| 24    | 40 a 44 | 16    |
| 8     | 35 a 39 | 20    |
| 8     | 30 a 34 | 8     |
| 4     | 25 a 29 | 4     |
| 4     | 20 a 24 | 0     |
| 20    | 15 a 19 | 20    |
| 28    | 10 a 14 | 4     |
| 12    | 5 a 9   | 0     |
| 4     | 0 a 4   | 0     |

## Economia
El 2007 la població en edat de treballar era de 189 persones, 136 eren actives i 53 eren inactives. De les 136 persones actives 129 estaven ocupades (71 homes i 58 dones) i 7 estaven aturades (1 home i 6 dones). De les 53 persones inactives 16 estaven jubilades, 25 estaven estudiant i 12 estaven classificades com a «altres inactius».

### Ingressos
El 2009 a Chenay hi havia 105 unitats fiscals que integraven 271 persones, la mediana anual d'ingressos fiscals per persona era de 28.938 €.

### Activitats econòmiques
Dels 8 establiments que hi havia el 2007, 1 era d'una empresa de construcció, 3 d'empreses de comerç i reparació d'automòbils, 3 d'empreses immobiliàries i 1 d'una empresa de serveis.
Dels 2 establiments de servei als particulars que hi havia el 2009, 1 era un electricista i 1 agència immobiliària.
L'únic establiment comercial que hi havia el 2009 era una botiga d'equipament de la llar.
L'any 2000 a Chenay hi havia 8 explotacions agrícoles que ocupaven un total de 45 hectàrees.

## Poblacions més properes
El següent diagrama mostra les poblacions més properes.